# August Frederik, vévoda ze Sussexu
August Frederik, vévoda ze Sussexu (anglicky Augustus Frederick, Duke of Sussex; 27. ledna 1773 Londýn – 21. dubna 1843 tamtéž) byl britský princ. Byl šestým synem britského krále Jiřího III. a jeho manželky Šarloty. Byl znám svými liberálními názory: podporoval reformu parlamentu, zrušení obchodu s otroky, emancipaci katolíků a zrušení zbývajících omezení pro židy a nečleny anglikánské církve.
4. dubna 1793 si August Frederik vzal dceru skotského šlechtice Johna Murraye, hraběte z Dunmore, lady Augustu Murrayovou (21. ledna 1761 – 4. března 1830), avšak bez vědomí obou rodičů a bez státního souhlasu. Manželství bylo pak shledáno v rozporu se zákonem Royal Marriages Act z roku 1772 a v následujícím roce úředně zrušeno. Pár však spolu přesto žil až do roku 1801; Augusta pak po rozchodu dostávala roční rentu £ 4000. Děti z tohoto vztahu nesly rodové jméno d'Este a oficiálně se nepočítaly k britské královské rodině. Byli to:
- Augustus d'Este (3. ledna 1794 – 28. prosince 1848), svobodný a bezdětný
- Augusta Emma d'Este (11. srpna 1801 – 21. května 1866), ⚭︎ 1845 Thomas Wilde (7. července 1782 – 11. listopadu 1855), 1. baron Truro, Lord kancléř v letech 1850–1852

V roce 1794 odjel August Frederik do Itálie, kde se svým přítelem a bývalým spolužákem Ernstem Friedrichem Herbertem zu Münster pět let studoval umění a kulturu, ale také pěstoval vztahy u italských dvorů. 27. listopadu 1801 mu byly uděleny dědičné šlechtické tituly vévody ze Sussexu, hraběte z Invernessu a barona Arklowa. V roce 1813 byl zvolen prvním velmistrem Spojené velké lóže Anglie a tento zednářský úřad zastával až do své smrti. V letech 1830 až 1838 byl prezidentem Královské společnosti v Londýně. V roce 1830 se stal čestným členem Bavorské akademie věd. Od roku 1831 byl také čestným členem Královské společnosti v Edinburghu. Na návrh Alexandra von Humboldta nechal od roku 1836 zřídit po celém světě geomagnetické stanice.
Po Augustině smrti se August Frederik oženil podruhé a 2. května 1831 si vzal Cecilii Bugginovou (1793–1873), vdovu po siru Georgi Bugginovi a dceru Arthura Gorea, hraběte z Arranu, jež byla v roce 1840 jmenována vévodkyní z Invernessu. Manželství zůstalo bezdětné. V roce 1837 byl August Frederik jmenován velitelem tradičního pluku Honourable Artillery Company, ale na rozdíl od svých bratrů nedělal kariéru v armádě ani námořnictvu. Zemřel 21. dubna 1843 a byl 5. května pohřben na hřbitově Kensal Green, stejně jako jeho druhá manželka po její smrti v roce 1873. Vzhledem k tomu, že neměl legitimního dědice, jeho tituly zanikly jeho smrtí.